# Palacio de Alfonso II
El palacio de Alfonso II fue el palacio o palacios del rey asturiano Alfonso II el Casto en la ciudad de Oviedo (Asturias, España). Se desconoce si éste tenía uno o dos palacios.

## Palacios
Uno de ellos, del que no se han descubierto restos arqueológicos, podría estar, según diversos investigadores, bajo la actual Fábrica de armas de La Vega. En diversos documentos figura una residencia del monarca cerca de la iglesia prerrománica de San Julián de los Prados, área donde se ubica la fábrica que fue anteriormente monasterio. En las pinturas de San Julián se representan palacios reales. Actualmente existe un proyecto de recuperación de este enclave como centro cultural, tecnológico y residencial, que comprende intervenciones arqueológicas que podrían sacar a la luz dichos restos. 
El otro de los palacios se encontraría intramuros, junto a la actual catedral de Oviedo, en lo que hoy es el Palacio Episcopal y la torre vieja. En 2009 salieron a la luz en esta área los restos de un gran edificio prerrománico. Sin embargo otros autores rechazan que los palacios reales de Alfonso II y el rey Fruela se encontrasen en esa ubicación. 
La falta de estudios arqueológicos hace que no se pueda arrojar más luz sobre la residencia de este y otros reyes asturianos.